# 2011년 전주국제영화제
제12회 전주국제영화제는 2011년 4월에 개최된 영화제이다. 전주에서 개최되었으며 사회자는 김상경이다.

## 수상 및 후보

### 국제경쟁 - 심사위원특별상
- 엘류테리아의 꿈 - 렘튼 시에가 수아솔라 수상

### 한국단편경쟁 - 심사위원특별상
- 험한 교육 - 조승연 수상

### 감독상
- 고백 - 유지영 수상

### 우석상
- 장 쟝티 - 이스라엘 카르데나스 외 1명 수상

### JIFF 관객상
- 미국의 바람과 불 - 김경만 수상
- 트루맛쇼 - 김재환 수상

### JJ-Star상
- 다시 태어나고 싶어요, 안양에 - 박찬경 수상

### 무비꼴라쥬상
- 뽕똘 - 오멸 수상

### 관객평론가상
- 보라 - 이강현 수상

### ZIP&상
- 더블 클러치 - 안국진 수상

### 이스타 넷팩상
- 독신남 - 지 하우 수상

### 국제경쟁
- 가을 - 아미르 바쉬
- 가족 X - 요시다 코키
- 강과 나의 아버지 - 리 뤄
- 검은 피 - 장 먀오옌
- 더 라스트 버팔로 헌트 - 리 린치
- 미국의 바람과 불 - 김경만
- 아이타 - 호세 마리아 데 오르베
- 엘류테리아의 꿈 - 렘튼 시에가 수아솔라
- 장 쟝티 - 이스라엘 카르데나스 외 1명
- 더 파더레스 - 마리 크류처
- 친숙한 장소 - 스테판 라플뢰르
- 카라크레마다 - 루이스 갈테르

### 한국경쟁
- 길 위의 또 다른 여행자들 - 어일원
- 다시 태어나고 싶어요, 안양에 - 박찬경
- 동굴 밖으로 - 안건형
- 보라 - 이강현
- 뽕똘 - 오멸
- 사랑의 확신 - 박경목
- 사랑할 수 없는 시간 - 김희철
- 사물의 비밀 - 이영미
- 캐릭터 - 손광주
- 트루맛 쇼 - 김재환

### 한국단편경쟁
- 더블 클러치 - 안국진
- 고백 - 유지영
- 조우 - 라주형
- 플라콩 - 김택규 외 1명
- 약속 - 양현아
- 험한 교육 - 조승연
- 모험 - 배종대
- 나쁜 교육 - 고수경
- 분장실 - 추상미
- 가재들이 죽는. - 이완민
- 술술 - 김한결
- 모래 - 강유가람

### 디지털 삼인삼색
- 데블 - 클레어 드니
- 어느 아침의 기억 - 호세 루이스 게린
- 후예 - 장-마리 스트라우브

### 숏!숏!숏!
- 미성년 - 양익준
- 산정호수의 맛 - 부지영

### 영화보다 낯선
- 주의를 넘어서 - 쑨쉰
- 21G - 쑨쉰
- 나인 뮤즈 - 존 아캄프라
- 노예선 - T. 마리
- 다가오는 유혹 - 피터 체르카스키
- 델핀느 드 올리베이라 - 프리들 폼 그뢸러
- 로스 엔젤레스 플레이스 잇셀프 - 톰 앤더슨
- 미래(영어판) - 마우로 안드리치
- 발랑가이 - 로빈 파디그 외 2명
- 상상의 자서전을 위한 노트들 - 에드가르도 코자린스키
- 서구의 몰락에 대한 연구 - 클라우스 비보르니
- 수련 - T. 마리
- 20개의 담배 - 제임스 베닝
- 스타더스트 - 니콜라스 프로보스트
- 슬로우 액션 - 벤 리버스
- 애니메이팅 어스 - 주재형
- 오 지고의 빛이여 - 장-마리 스트라우브
- 차에서 내려 - 톰 앤더슨
- 층 - 전준혁
- [[트립스 #7 [황무지]]] - 벤 러셀
- 포토세션 - 프리들 폼 그뢸러
- 필름 소셜리즘 - 장 뤽 고다르
- 현대그룹 프로젝트 - 김계중
- K.364 열차여행 - 더글러스 고든

### 시네마페스트 영화궁전
- 3세계의 행복 - E.J 살세도
- 고교졸업반 - 제롤 타로그
- 내일의 죠 - 소리 후미히코
- 네가 원한다면 - 아케로 마냐스
- 단신남녀 - 두기봉
- 당신에게 시체를 - 카를로스 모레노
- 독신남 - 지 하우
- 술이 깨면 집에가자 - 히가시 요이치
- 열정 - 존 터투로
- 트리거 - 브루스 맥도널드

### 시네마페스트 애니페스트
- 낙타들 - 박지연
- 데마그 - 송희승 외 2명
- 러닝 에그 - 배현진
- 리틀 보이스 - 하이로 카리요
- 미도리코 - 구로사카 게이타
- 인터뷰 - 김현원
- 일루저니스트 - 실뱅 쇼메
- RPG 메타노이아 - 루이스 C. 수아레스

### 시네마페스트 불면의 밤
- 고 라이브 - 엘리엇 셀러스
- 부서진 사랑 노래 - 브루스 맥도널드
- 트럼펫의 슬픈 발라드 - 알렉스 드 라 이글레시아
- 우린 우리다 - 호르헤 미첼 그라우
- 제네시스와 레이디 제이의 발라드 - 마리 로지에
- 카를로스 - 올리비에 아사야스
- 트래쉬마스터 - 마티외 웨슐러

### 시네마페스트 야외상영
- 그대를 사랑합니다 - 추창민
- 김종욱 찾기 - 장유정
- 방가? 방가! - 육상효
- 벡 - 츠츠미 유키히코
- 조선명탐정: 각시투구꽃의 비밀 - 김석윤

### 시네마스케이프 장편
- 게스트 - 호세 루이스 구에린
- 유 알 올 캡틴스 - 올리버 라세
- 니콜라이 차우세스쿠의 자서전 - 안드레이 우지카
- 당신의 도시 위로 - 소피 파인즈
- 리스본의 미스터리 - 라울 루이즈
- 믹의 지름길 - 켈리 레이차트
- 벨키볼랑: 자카르타의 밤 - 에드윈 외 8명
- 불안의 영화 - 주앙 보텔료
- 노스탤지어 포 더 라이트 - 패트리시오 구즈먼
- 엑시트 스루 더 기프트 샵 - 뱅크시
- 소단큘라 포에버 - 피터 폰 바흐
- 신의 아들 - 카븐
- 아톰의 발소리가 들린다 - 토미나가 마사노리
- 안젤리카의 이상한 사건 - 마뇰 드 올리베이라
- 언더 컨트롤 - 폴커 자텔
- 엘 시카리오: 164호 - 잔프란코 로시
- 포린 파츠 - 베레나 파라벨 외 1명
- 절규하는 남자 - 마하마트 살레 하룬
- 특급 살인 - 예르지 스콜리모브스키
- 인사이드 잡 - 찰스 퍼거슨
- 잊혀진 공간 - 노엘 버치 외 1명
- 잊혀진 꿈의 동굴 - 베르너 헤어조크
- 제스 + 모스 - 클레이 제터
- 카라마이 - 쒸 신
- 카이탄 시의 풍경 - 쿠마키리 카즈요시
- 커링 - 드니 코테
- 테이프 - 이녕
- 토리노의 말 - 벨라 타르
- 디솔루션 - 니나 멘케스
- 로빈슨 인 루인스 - 패트릭 킬러
- 프랑켄슈타인 프로젝트 - 코르넬 문드럭초
- 피니스테레 - 세르지오 카발레로 레차
- 헤븐스 스토리 - 제제 타카히사

### 시네마스케이프 단편
- 엠페도클레스의 죽음 촬영기 - 장-폴 토렐
- 걸작? - 뤽 물레
- 검은 머리 - 스와 노부히로
- 사내아이들 - 마츠나가 다이시
- 상 비셍트 드 포라의 패널화 - 마뇰 드 올리베이라
- 어 히스토리 오브 뮤추얼 리스펙트 - 가브리엘 아브란테스 외 1명
- 아코디언 - 자파르 파나히
- 이야기들 - 라야 마틴 외 2명
- 점점 덜 - 뤽 물레
- 증발 - 에드먼드 요
- 황포 - J.P. 스니아데키

### 시네마스케이프 로컬 시네마 전주
- 선녀와 나무꾼 2010 - 김재훈
- 완주에서 만나다 - 김재훈
- 위도 - 백정민
- 짝퉁 엄마 - 이은상
- Break down - 김양령
- 간이역 - 신일

### JIFF 폰 필름 페스티벌
- diary - 서영주
- T-ensio-N - 이은정
- 갈거야 - 곽은미
- 나도 잘 모르겠지만 - 최혁
- 망치는 세번 때린다 - 배기원
- 미소녀 변신무당 해초 손혜은 더 무비 - 최서희
- 성실한 사람이 되자 - 이걸기
- 알심 - 정영준
- 진부한 영화 - 최준우
- 최후의 승자 - 이재환

### 특별상영
- 나와 피노키오 - 최고은 외 8명
- 뜨거운 초콜릿 - 이지은
- 봄이여, 오라 - 박정규 외 16명
- 엄마를 찾아주세요 - 이옥섭
- 우리 그늘 - 정승구 외 2명
- 월하의 침략자 - 마에다 켄지
- 초콜렛 러브 - 은정현 외 2명
- 피카소도 이랬나요? - 이송이 외 11명
- 핸드폰, 돌아오다 - 정승구 외 2명
- Do Dream - 채병관 외 1명

### 마스터 클래스
- 35 럼 샷 - 클레어 드니
- 만추 - 김태용
- 잊혀진 공간 - 노엘 버치 외 1명

### 스페셜 포커스 - 특별전
- 아나 - 안토니우 레이스 외 1명
- 자이메 - 안토니우 레이스
- 트라스-우스-몽트스 - 안토니우 레이스 외 1명
- 갇힌 여인 - 안토니우 다 쿠냐 텔레르스
- 녹색의 해 - 파울루 로샤
- 베닐드 혹은 성모 - 마뇰 드 올리베이라
- 벨라르미누 - 페르난두 로프스
- 빌라리뉴 다스 푸르나스 - 안토니우 캄푸스
- 여정 - 주앙 세자르 몽테이루
- 포르투갈식 이별 - 주앙 보텔료
- 포르투갈의 선인들 - 루이 시몽이스
- 메이킹 다큐멘터리 - 송혜숙
- 개그맨 - 이명세
- 나의 사랑 나의 신부 - 이명세
- 남자는 괴로워 - 이명세
- 인정사정 볼 것 없다 - 이명세
- 조선 느와르 - 이명세 형사 만들기 - 소재영
- 지독한 사랑 - 이명세
- 첫사랑 - 이명세
- 형사 Duelist - 이명세
- M - 이명세
- 공사 중(스페인어판) - 호세 루이스 구에린
- 그림자 열차 - 호세 루이스 구에린
- 실비아의 도시에서 - 호세 루이스 구에린
- 실비아의 도시에서 찍은 사진들 - 호세 루이스 구에린
- 이니스프리 - 호세 루이스 구에린
- 골리앗의 여름 - 니콜라스 페레다
- 그들의 이야기는 어디에? - 니콜라스 페레다
- 이제 침묵이 모든 것을 지배한다 - 니콜라스 페레다
- 지구와의 인터뷰 - 니콜라스 페레다
- 투게더 - 니콜라스 페레다
- 퍼페텀 모빌 - 니콜라스 페레다

### 스페셜 포커스 - 회고전
- 개발의 기억 - 키드랏 타히믹
- 기마라스 섬으로의 영화여행 - 키드랏 타히믹
- 누가 요요를 만들었나? 누가 월면차를 만들었나? - 키드랏 타히믹
- 무지개 가운데는 왜 노란색일까? - 키드랏 타히믹
- 세 아들에게 보내는 편지 - 키드랏 타히믹
- 세계의 지붕들이여! 단결하라! - 키드랏 타히믹
- 쌀 - 키드랏 타히믹
- 오늘, 2021년을 기념하며 - 키드랏 타히믹
- 일본의 여름 - 키드랏 타히믹
- 투룸바 - 키드랏 타히믹
- 향기어린 악몽 - 키드랏 타히믹